# Stalobelus gowdeyi
Stalobelus gowdeyi är en insektsart som beskrevs av William Lucas Distant. Stalobelus gowdeyi ingår i släktet Stalobelus och familjen hornstritar. Inga underarter finns listade i Catalogue of Life.